# Epiteli

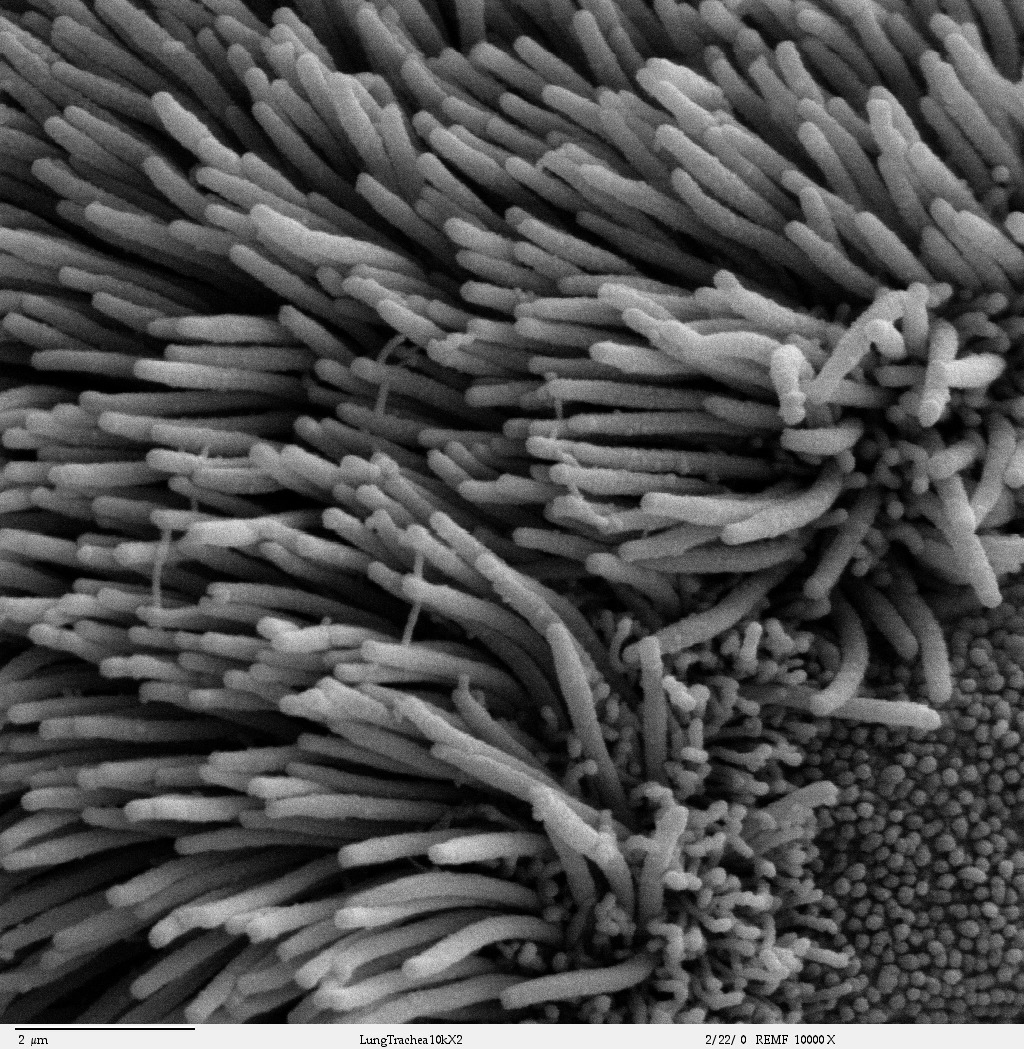
L'epiteli dels bronquis és una mena d'epiteli especialitzat en l'intercanvi de gasos i protecció mecànica envers els agents externs. Imatge de microscòpia electrònica.

L'epiteli o teixit epitelial és un teixit histològic format per cèl·lules juxtaposades, una a continuació de l'altra sense espai entre elles, que recobreixen la superfície, cavitats i òrgans del cos (epitelis de revestiment) i formen part de les glàndules (epitelis glandulars). Té dues regions distintes. Les cèl·lules estan unides per complexos d'unió. No hi ha espai intercel·lular.
Sempre estan sostinguts per una membrana basal que normalment els separa del teixit conjuntiu. Les capes epitelials no contenen vasos sanguinis, de manera que han de rebre aliment mitjançant difusió de substàncies del teixit connectiu subjacent, a través de la membrana basal.
Les seves funcions són eminentment relacionades amb la funció de relació/intercanvi: Protecció del teixit subjacent, transport al seu través de substàncies, barrera selectiva de substàncies, conducció de substàncies, absorció de substàncies, secreció, en el cas d'epitelis especialitzats com els epitelis glandulars.

## Origen
- Endoderma. Revestiment del sistema respiratori i tub digestiu.
- Mesoderma. Endoteli de la còrnia.
- Ectoderma. Pell, epitelis nasal i oral.
- Neuroectoderma. Epiteli pigmentari de la retina.

## Classificació estructural
En general, els teixits epitelials es classifiquen pel nombre de capes i per la forma i funció de les cèl·lules.
Les tres formes principals associades a les cèl·lules epitelials són escatoses, cuboidals i columnars.
- L'epiteli escatós té cèl·lules més amples que la seva alçada (planes i semblants a escates). Es troba com el revestiment de la boca, l'esòfag i els vasos sanguinis inclosos i als alvèols dels pulmons.
- L'epiteli cuboidal té cèl·lules l'alçada i l'amplada són aproximadament les mateixes (en forma de cub).
- L'epiteli columnar té cèl·lules més altes que amples (en forma de columna). L'epiteli columnar es pot classificar en epiteli columnar ciliat i epiteli columnar glandular.

Per capes, l'epiteli es classifica com a:
- Epiteli simple, només una cèl·lula de gruix (sense capes)
- Epiteli estratificat que té dues o més cèl·lules de gruix, o multicapa

i els dos tipus de capes poden estar formats per qualsevol de les formes de les cel·lules. No obstant això, quan les cèl·lules epitelials columnes simples més altes es veuen en secció transversal mostrant diversos nuclis que apareixen a diferents altures, es poden confondre amb epitelis estratificats. Per tant, aquest tipus d'epiteli es descriu com a epiteli columnar pseudostratificat.
L'epiteli de transició té cèl·lules que poden canviar d'escatoses a cuboidals, depenent de la quantitat de tensió de l'epiteli.

### Epiteli simple
L'epiteli simple és una sola capa de cèl·lules amb totes les cèl·lules en contacte directe amb la membrana basal que la separa del teixit connectiu subjacent. En general, es troba on es produeix l'absorció i la filtració. La primesa de la barrera epitelial facilita aquests processos.
En general, els teixits epitelials simples es classifiquen per la forma de les seves cèl·lules. Les quatre principals classes d'epiteli simple són:
| Escatós simple             | Les cèl·lules epitelials escatoses apareixen en forma d'escata, aplanades o arrodonides (per exemple, parets dels capil·lars, revestiments de les cavitats pericardíaca, pleural i peritoneal, revestiments dels alvèols dels pulmons) |  |
| Cuboidal simple            | Aquestes cèl·lules poden tenir funcions secretores, absorbents o excretores. Alguns exemples inclouen petits conductes col·lectors del ronyó, del pàncrees i de la glàndula salival. |  |
| Columnar simple            | Les cèl·lules poden ser secretores, absorbents o excretores. L'epiteli columnar simple pot ser ciliat o no ciliat; columna ciliar es troba al tracte reproductor femení i a l'úter. L'epiteli no ciliat també pot posseir microvellositats. Alguns teixits contenen cèl·lules caliciformes i s'anomenen epiteli columnar glandular simple. Aquests secreten moc i es troben a l'estómac, el còlon i el recte. |  |
| Columnar pseudostratificat | Pot ser ciliat o no ciliat. El tipus ciliat també s'anomena epiteli respiratori, ja que es limita gairebé exclusivament a les vies respiratòries més grans: cavitat nasal, la tràquea i els bronquis. |  |

### Epiteli estratificat
L'epiteli estratificat es diferencia de l'epiteli simple pel fet que és multicapa. Per tant, es troba on els revestiments del cos han de suportar agressions mecàniques o químiques de manera que les capes superiors es puguin desprendre sense exposar capes subepitelials. Les cèl·lules s'aplanen a mesura que les capes es tornen més apicals, tot i que en les capes més basals, les cèl·lules poden ser escatoses, cuboidals o columnars.
Així pot ser:
| Escatós estratificat  | Protegeix contra l'abrassió. Queratinitzat: pell No queratinitzat: esòfag, boca i vagina.             |  |
| Cuboidal estratificat | Protegeix, algunes són secretores: Glàndules sudorípares, glàndules mamàries, glàndules salivals      |  |
| Columnar estratificat | Protegeix i secretores: conjuntiva, faringe, anus i uretra masculina.                                 |  |
| Transicional          | Permet als òrgans urinaris estirar-se i estrènyer-se. Recobreix la bufeta urinària, uretra i urèters. |  |

## Classificació funcional
Poden classificar-se com:
- Epiteli de revestiment
- Epiteli glandular
- Epiteli sensorial, com l'olfactiu del nas.